# Venus Bucarest
Le Venus FC Bucarest (roumain Venus București) est un club de football roumain basé à Bucarest et aujourd'hui disparu. Il disputait ses matchs à domicile au Venus Stadionul. Il a remporté 8 titres de champion de Roumanie durant l'entre-deux-guerres.

## Histoire
Le club a été fondé en 1915.

## Palmarès
- Championnat de Roumanie
  - Champion : 1920, 1921, 1929, 1932, 1934, 1937, 1939, 1940

## Grands noms
- Franz Platko (entraîneur)
- / Alfred Eisenbeisser
- Mircea David
- Silviu Ploeșteanu
- Constantin Stanciu
- / Iuliu Bodola
- Colea Vâlcov
- Petea Vâlcov
- Volodea Vâlcov
- Traian Iordache
- / Kostas Humis
- Lazăr Sfera
- Gheorghe Albu